# Totentanz
Totentanz. Paráfrasis sobre Dies Irae, o Danse macabre S.126, es el nombre de una pieza sinfónica para solista piano y orquesta de Franz Liszt, que destaca por basarse en la melodía del canto gregoriano  Dies Irae , así como por atrevidas innovaciones estilísticas. La pieza fue planeada originalmente en 1838 y completada en 1849; luego fue revisado dos veces, en 1853 y 1859.

## Obsesión con la muerte
Algunos de los títulos de las piezas de Liszt, como  Totentanz ,  Funérailles ,  La lugubre gondola  y   Pensée des morts , muestra la fascinación por la muerte del compositor. En el joven Liszt ya podemos observar manifestaciones de su obsesión con la muerte, con la religión, y con el cielo y el infierno. De acuerdo con  Alan Walker, Liszt frecuentaba "hospitales, casinos de juego y asilos" parisinos a principios de la década de 1830, e incluso bajó a las mazmorras de la prisión para ver a los condenados a muerte.

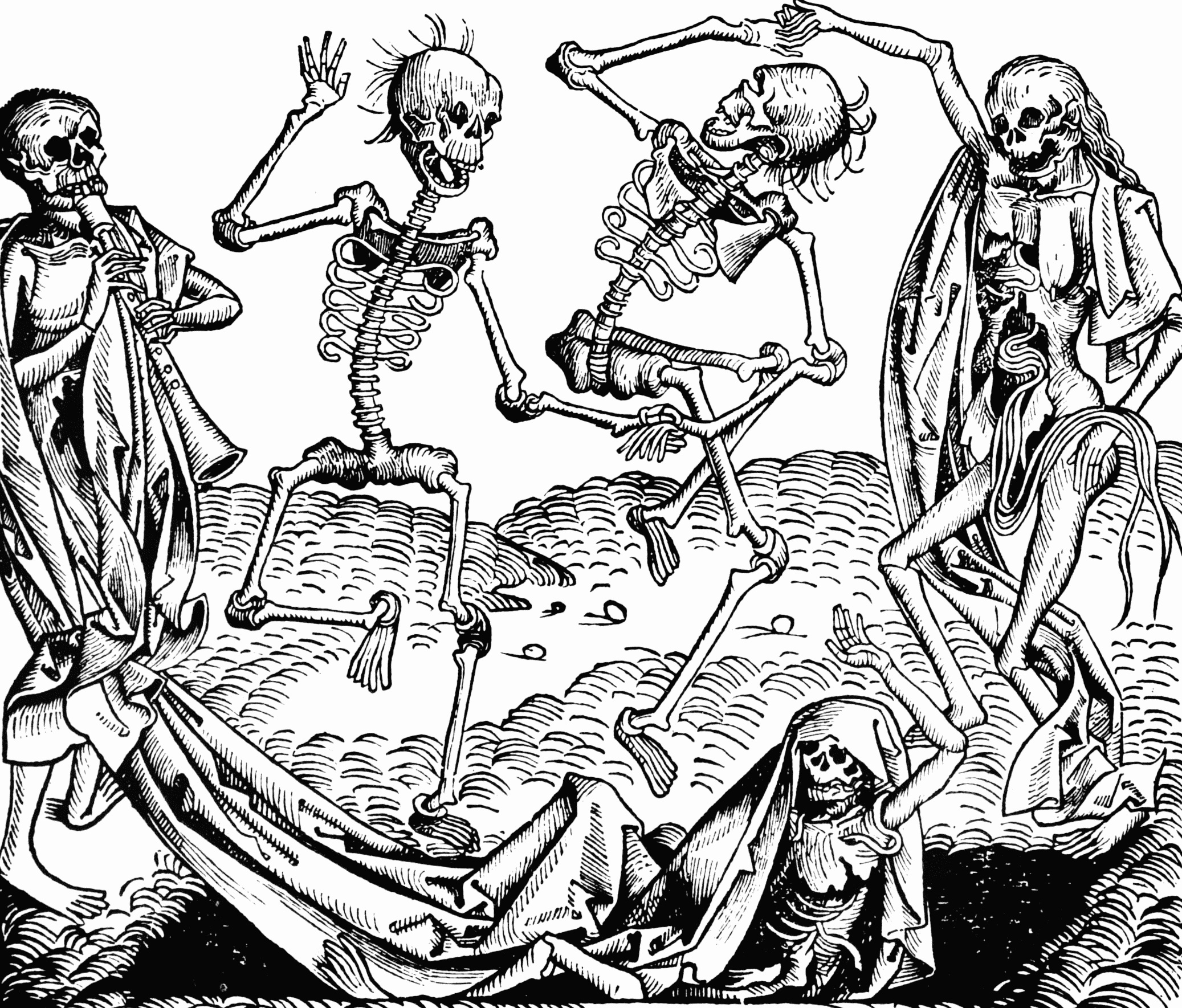
La danza de la muerte (Totentanz) de Liber Chronicarum [Crónica de Nuremberg], 1493, attr. a Michael Wolgemut

## Fuentes de inspiración

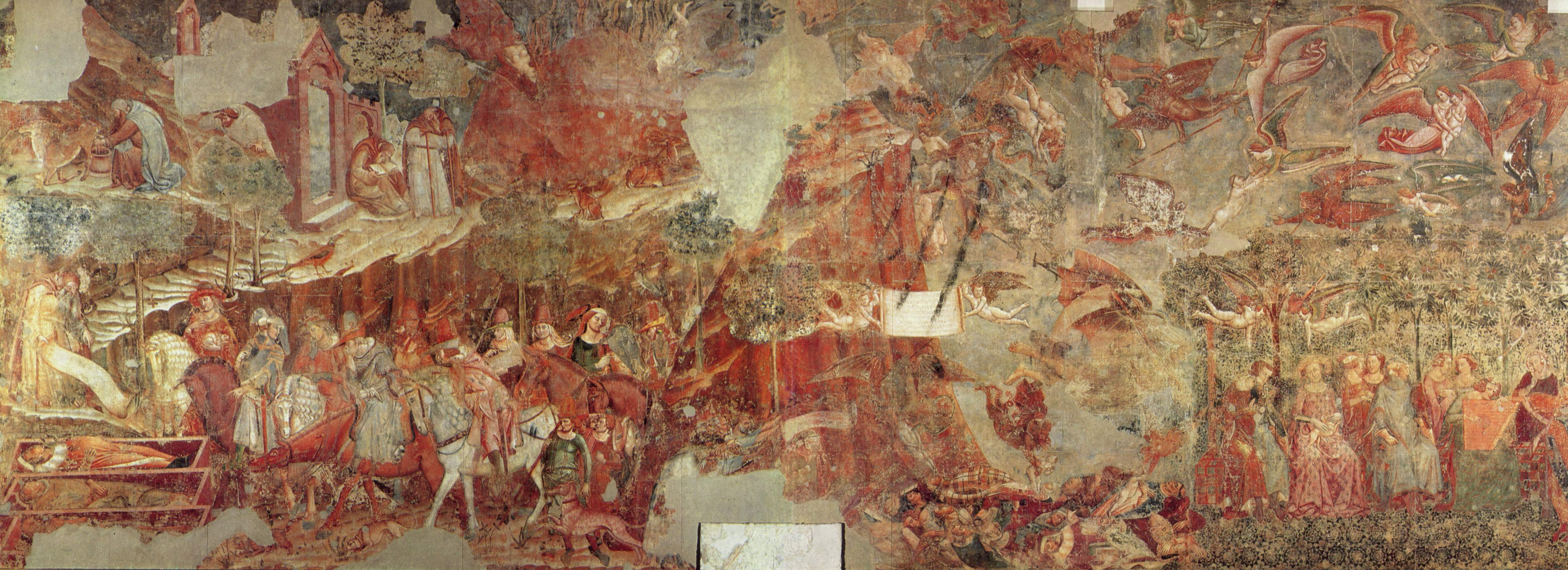
El triunfo de la muerte, c. 1355

## Innovaciones estilísticas

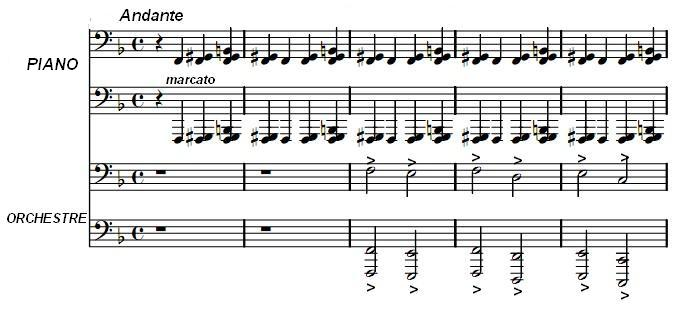
Compases iniciales